# Phasia nubdipennis
Phasia nubdipennis är en tvåvingeart som beskrevs av Johann Wilhelm Meigen 1824. Phasia nubdipennis ingår i släktet Phasia och familjen parasitflugor.
Artens utbredningsområde är Österrike. Inga underarter finns listade i Catalogue of Life.